# Chalcoecia emessa
Chalcoecia emessa là một loài bướm đêm trong họ Noctuidae.